# 이현택
이현택(李玹澤, 1964년 9월 28일 ~ )은 전 KBO 리그 야구 선수의 투수, 내야수(1루수), 외야수 (우익수)이며 조카 김주원은 덩치 큰 좌완선수를 선호하는 김응용 감독의 도움을 통해 본인(이현택)의 모교였던 개성고등학교(구 부산상고)에  진학하기도 했다.
한편,   1992년 5월 7일 2대(본인 최해명)  3(박종철 김기완 이창원) 트레이드를 통해 쌍방울 유니폼을 입었는데  그 당시 쌍방울은 거포 1루수 김기태가 1992년 1월 초 어깨수술을 받아  전년도와 마찬가지로 타격에만 전념한 데다 이 공백을 메꾸기 위해 전년도에 1루수로 뛴 윤혁도 하와이 전지훈련 도중 어깨부상이 재발하는 등   내야진이 부실해져 최하위로 추락한 상태라 본인(이현택)을 영입했으나 무릎부상 후유증 탓인지 이렇다할 활약을 보이지 못했고 1992년 시즌 후 은퇴했다.

## 출신학교
- 1977년 ~ 1980년 : 부산토성중학교
- 1980년 ~ 1983년 : 부산상업고등학교
- 1983년 ~ 1987년 : 동아대학교 (1983학번)